# Stroheim (commune)
Pour les articles homonymes, voir Stroheim.
Stroheim est une commune autrichienne du district d'Eferding en Haute-Autriche.